# حيوانات إسكتلندا

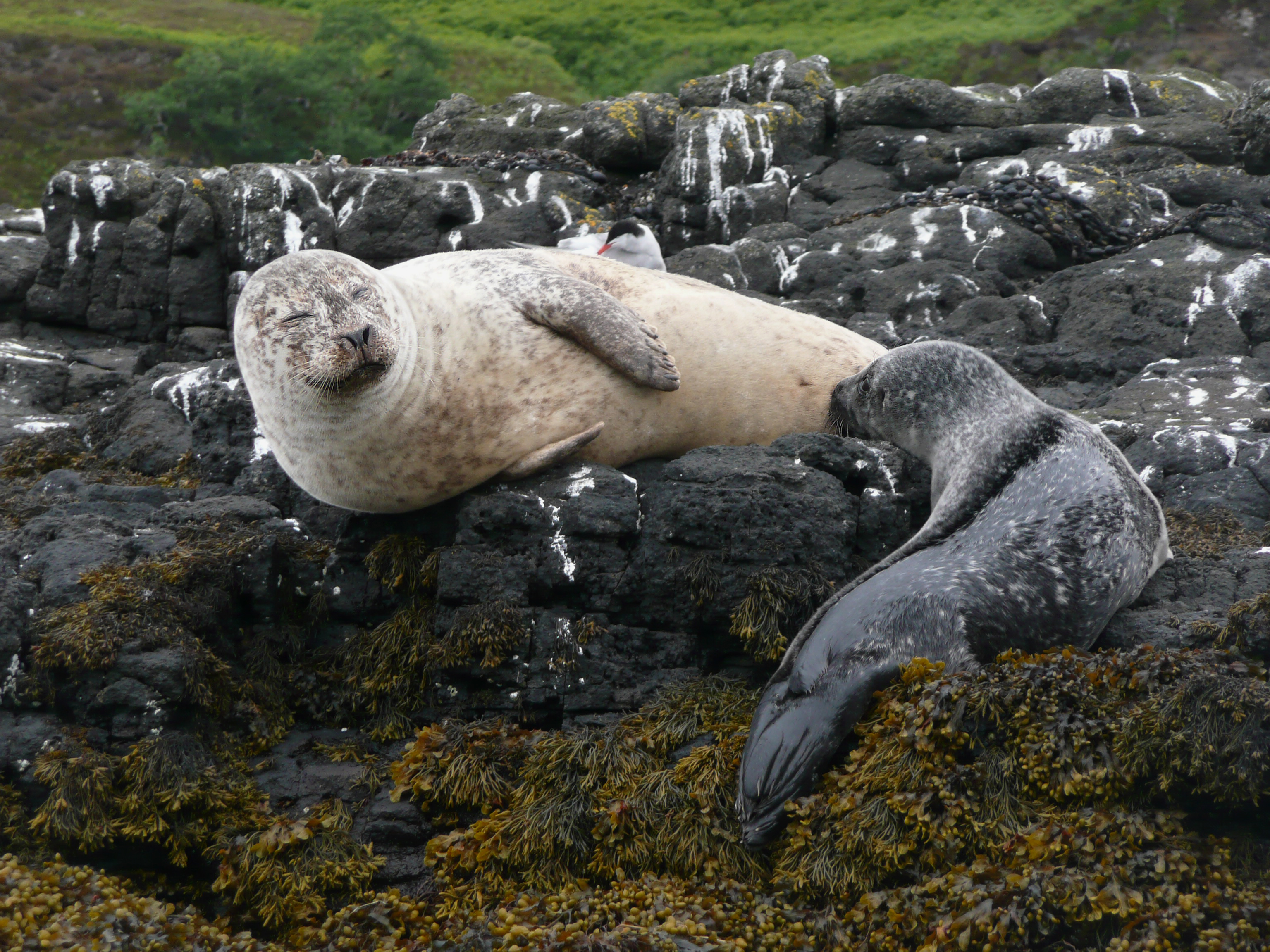
فقمة رمادية (Halichoerus grypus) تطعم صغيرها، في جزيرة سكاي.

تُشبه حيوانات إسكتلندا بشكلٍ عام تلك الموجودة في شمال غرب قارة أوروبا ضمن المنطقة القطبية الشمالية القديمة، لكن العديد من أنواع الثدييات الكبيرة انقرضت بسبب الصيد على مر السنين، كما أدى تدخل الإنسان إلى ظهور أنواع جديدة في الحياة البرية. وبفضل مناخ إسكتلندا المعتدل والمتنوع يوجد 62 نوعًا من الثدييات البرية فيها، من بينها القطط البرية وعدد كبير من الفقمات الرمادية والفقمات المرفأية، بالإضافة إلى مستعمرة دلافين قارورية الأنف، وهي أبعد الفقمات إلى الشمال في العالم.
تُعدّ هذه المنطقة موطناً لكثير من أنواع طيور الأراضي العشبية، من بينها طائر الطيهوج الأسود والأحمر، كما تتمتع البلاد بمناطق تعشيش ذات أهمية دولية للطيور البحرية مثل طائر الأطيش الشمالي. وصار العقاب الذهبي رمزاً وطنياً للبلاد، وقد عاد العقاب أبيض الذيل والعقاب النساري إلى التكاثر في البلاد مؤخراً بعد إعادة توطينهما.  ويُعتبر طائر الشُّنْقِر الاسكتلندي هو النوع الفقاري الوحيد المتوطن في المملكة المتحدة.

## المواطن

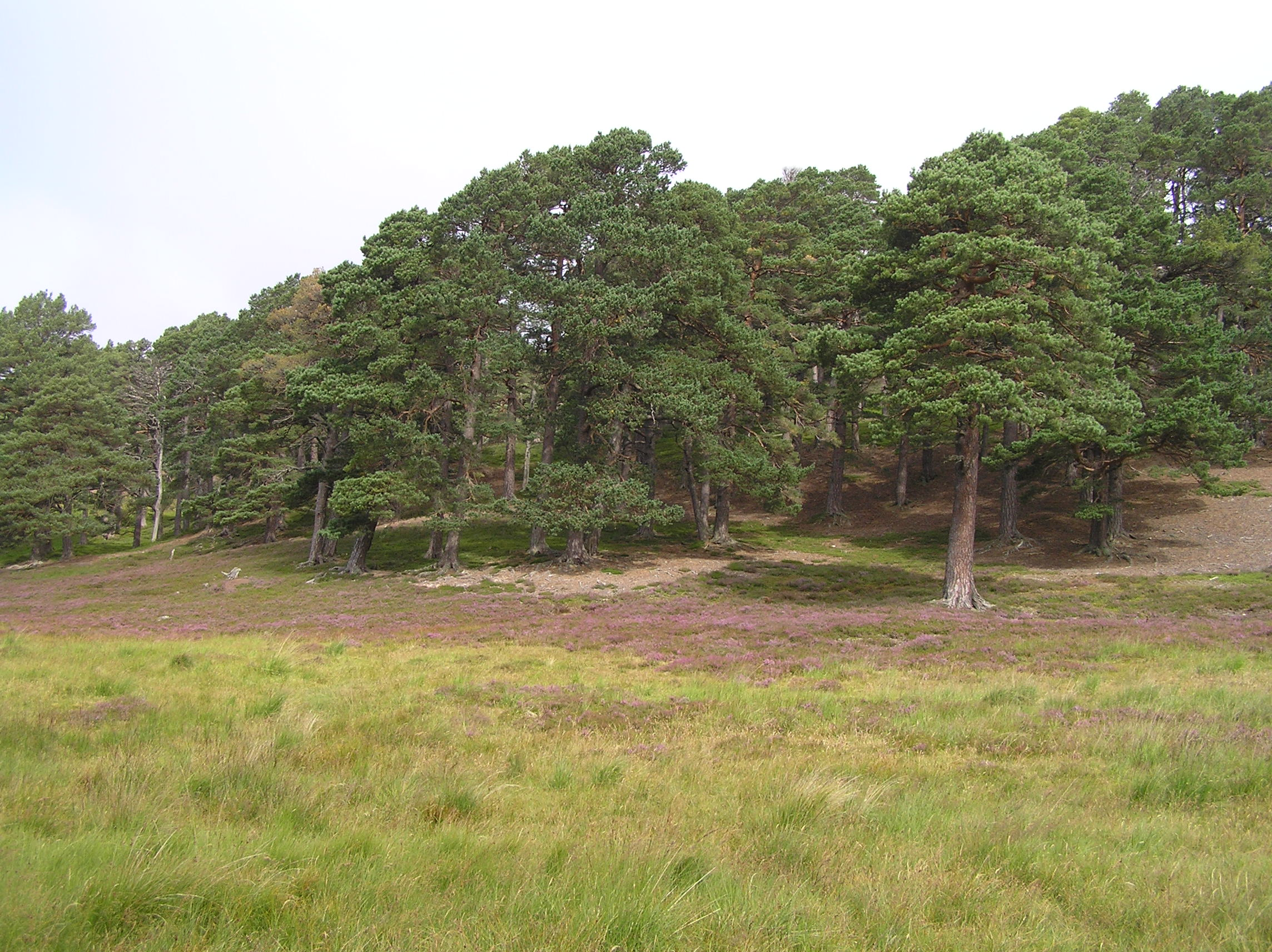
غابة الصنوبر ديسايد الاسكتلندية.

تتميز اسكتلندا بمناخها المعتدل المتنوع، حيث يوجد فيها غاباتٍ كثيفة من الأشجار المتساقطة وغابات من المخروطيات، بالإضافة إلى سهولٍ واسعة وجبالٍ شاهقة والمصبات وأنهارٍ ومياه عذبة ومحيطات وحتى مناظر التندرا الطبيعية. تغطي الغابات حوالي 14% من أراضي اسكتلندا، معظمها عبارة عن غابات، لكن قبل أن يقطع البشر الأشجار، كانت اسكتلندا تضم غابات كثيفة من أشجار الصنوبر الكاليدونية وأشجار الأوراق العريضة. ورغم تقلصها، لا تزال هناك بقايا مهمة من غابات الصنوبر الاسكتلندية الأصلية. تُغطي أراضي نبات الخلنج ومستنقعات الخث 17% من مساحة اسكتلندا. وتضم كيثنس وساذرلاند واحدة من أكبر مناطق المستنقعات البطانية وأكثرها بقاءً في العالم، مما يجعله مجتمعًا مميزًا للحياة البرية. تُصنف 75% من أراضي اسكتلندا على أنها زراعية (بما في ذلك بعض الأراضي المغطاة بالخث)، في حين تمثل المناطق الحضرية حوالي 3%. يبلغ طول خط ساحل إسكتلندا 11,830 كم (7,334 ميل)، وفيها حوالي 800 جزيرة تضم نباتات برية مختلفة، نحو 600 تقع قبالة الساحل الغربي. وتحوي إسكتلندا أكثر من 90% من حجم المياه العذبة في المملكة المتحدة و70% من إجمالي المساحة السطحية. وهناك أكثر من 30 ألف بحيرة للمياه العذبة و6,600 نظام نهري.

## الثديات
غطّت الكتل الجليدية اسكتلندا بالكامل خلال العصر الجليدي البليستوسيني. وبدءًا من فترة ما بعد العصر الجليدي، ومع ارتفاع درجات الحرارة وانحسار الجليد، بدأت الثدييات بالهجرة إلى تلك المنطقة. لكن ارتفاع منسوب مياه البحر وفتح قناة المانش منع المزيد من الهجرات، مما أدى إلى وجود ثلثي الأنواع فقط في بريطانيا العظمى مقارنةً بالأنواع التي وصلت إلى الدول الاسكندنافية. أما جزر هبرديس في غرب اسكتلندا، فتضم نصف عدد الأنواع الموجودة في بريطانيا فقط.